# Festival France Cinéma di Firenze 1986-2008
France Cinéma è stata la più longeva e importante manifestazione cinematografica italiana dedicata al cinema francese.

## Storia
Nato da un'idea di Daniel Arasse che all'epoca era direttore dell'Istituto francese, si è svolta a Firenze per ventitré edizioni, dal 1986 al 2008, sotto la direzione di Aldo Tassone e Françoise Pieri.
La rassegna si è sviluppata in panoramiche della più recente produzione cinematografica transalpina, in anteprima nazionale e talvolta mondiale, retrospettive tematiche e sui maggiori autori francesi (circolate in seguito anche in altre città italiane), convegni e incontri tra la critica cinematografica italiana e quella francese.
Dall'eredità di France Cinéma ha avuto avvio un altro festival sul cinema francese: France Odeon, che si tiene all'Odeon di Firenze.

## Edizioni
- 1991
  - Retrospettiva: Alain Resnais
- 1992
  - Retrospettiva: Maurice Pialat
- 1993
  - Retrospettiva: Max Ophüls
- 1994
  - Retrospettiva: Jean-Pierre Melville
- 1997
  - Retrospettiva: Claude Chabrol
  - Concorso - Gran premio: Je ne vois pas ce qu'on me trouve, regia di Christian Vincent
- 1998
  - Retrospettiva: Henri-Georges Clouzot
  - Concorso
    - Gran premio: La Classe de neige, regia di Claude Miller
    - Premio speciale della giuria: Dis-moi que je rêve, regia di Claude Mouriéras
    - Prix du coeur: La patinoire, regia di Jean-Philippe Toussaint e Dieu seul me voit, regia di Bruno Podalydès
    - Premio del Pubblico: Dis-moi que je rêve, regia di Claude Mouriéras
- 1999
  - Retrospettiva: Bertrand Tavernier
  - Concorso
    - Gran premio: Haut les coeurs!, regia di Sólveig Anspach
    - Premio speciale della giuria: Uno specialista - Ritratto di un criminale moderno, regia di Eyal Sivan e Rony Brauman
    - Premio opera prima: Voyages, regia di Emmanuel Finkiel
    - Premio del Pubblico: Haut les coeurs!, regia di Sólveig Anspach

  - Premio Sergio Leone: Sabine Azéma
- 2000
  - Retrospettiva: Jacques Becker
  - Concorso
    - Gran premio: Sauve moi, regia di Christian Vincent
    - Premio opera prima: Kennedy et moi, regia di Sam Karmann e  Origine contrólée, regia di Zakia Tahri e Ahmed Bouchaala

  - Premio Sergio Leone: Daniel Auteuil
- 2001
  - Retrospettiva: Jean Renoir
  - Concorso
    - Gran premio: Les Blessures assassines, regia di Jean-Pierre Denis e Trois huit, regia di Philippe Le Guay
    - Menzione speciale: Betty Fisher et autres histoires, regia di Claude Miller e Little Senegal, regia di Rachid Bouchareb
- 2002
  - Retrospettiva: Nouvelle Vague
- 2003
  - Retrospettiva: Noir alla francese
- 2004
  - Retrospettiva: François Truffaut
- 2005
  - Retrospettiva: Éric Rohmer
  - Concorso
    - Gran premio: L'équipier, regia di Philippe Lioret

  - Premio alla carriera: Alain Cavalier
  - Premio del ventennale: Alain Cavalier
- 2006
  - Retrospettiva: Philippe Noiret
- 2007
  - Retrospettiva: Louis Malle
- 2008
  - Retrospettiva: Marcel Carné e Jacques Prévert
  - Premio Sergio Leone: Arnaud Desplechin
  - Premio alla carriera: Marco Bellocchio